# Franc Sušnik (publicist)
Franc Sušnik, slovenski literat, knjižničar, pedagog, zgodovinar in publicist, * 14. november 1898, Prevalje, † 21. februar 1980, Slovenj Gradec.

## Življenje
Rodil se je kot najstarejši izmed petih otrok v delavski družini na Prevaljah očetu Štefanu in materi Jožefi (rojena Dobrovnik). Po osnovni šoli in gimnaziji je bil kot vojni maturant poslan na rusko fronto, leta 1919 pa se je med Maistrovimi borci boril za severno mejo in osvoboditev Maribora. Z ženo Antonijo Plešivčnik je imel štiri sinove. Med drugo svetovno vojno je bil interniran v taborišču Dachau. Po vrnitvi iz taborišča je pričel svoje kulturno poslanstvo na Koroškem.

## Šolanje
Prvih šest razredov ljudske šole je obiskoval na Prevaljah. Nato se je vpisal na gimnazijo v Celovcu, vmes pa je bil vpoklican v vojsko, tako da je gimnazijo dokončal leta 1918. V Ljubljani in Zagrebu je študiral germanistiko in jugoslovansko književnost. Študij je končal leta 1924 z doktorsko disertacijo iz nemške književnosti.

## Delo
Deloval je na pedagoškem, knjižničarskem in literarnem področju. Bil je tudi ugleden zgodovinar, publicist in govornik.
Po končanem študiju je najprej kot profesor služboval v Murski Soboti, nato kratek čas v Beogradu in do leta 1941 v Mariboru, kjer je deloval kot profesor, kulturni delavec in literarni zgodovinar. Učil je na klasični gimnaziji, realki in učiteljišču. Od aprila 1939 do maja 1940 je bil ravnatelj II. realne gimnazije v Mariboru, nato ravnatelj mariborskega učiteljišča. Bil je tudi ravnatelj na Gimnaziji v Ravnah na Koroškem.  Aprila 1944 je prevzel urejanje samostanske knjižnice v Št. Pavlu na  Koroškem.
Sušnikovi prvi literarni poskusi segajo že v dijaška leta, saj je kot šestošolec izdajal dijaški list, v katerem so bili objavljeni njegovi literarni prvenci. Kasneje je objavljal slike in podlistke iz prekmurskega in koroškega okolja. V letih 1926 do 1928 je urejal mladinski list Naš dom, leta 1929 pa je izdal Prekmurske profile. Nato je postal knjižničar Prosvetne zveze v Mariboru, hkrati pa v je Slovencu objavljal podlistke s Koroške in gledališke recenzije. Leta 1930 je objavil Jugoslovansko književnost, leta 1936 pa še Pregled svetovne literature, ki je bil prvi tovrsten priročnik na slovenskem. Po vojni je v lokalnih tiskih objavljal članke in eseje o slovenski literaturi in kulturi na Koroškem. Pomembni so tudi njegovi govori in napisi na spominskih ploščah padlim za svobodo, ki so leta 1968 izšli pod naslovom In kaj so ljudje ko lesovi.
Štejejo ga za pionirja današnjih ravenskih kulturnih ustanov. Bil je namreč pobudnik in ustanovitelj gimnazije na Ravnah na Koroškem ter nato še študijske knjižnice, katere delo še danes nadaljuje Koroška osrednja knjižnica dr. Franca Sušnika. Ob študijski knjižnici je nastal tudi Delavski muzej. Do upokojitve leta 1979 je deloval kot ravnatelj gimnazije, še po njej pa kot ravnatelj študijske knjižnice. Pri svojem delu je načrtno uveljavljal nekaj osnovnih načel: omogočiti koroškim kmetom in delavcem šolanje in kulturno izobrazbo, dati deželi domače strokovnjake ter stremeti k takemu tipu kulturnih ustanov, ki bodo povezane z ljudmi, ne da bi pri tem zanemarjale svoje znanstveno poslanstvo. Slednje je mogel najbolj uresničiti na knjižničarskem področju. Ob širjenju študijske knjižnice je povezal in strokovno usmeril mrežo splošnoizobraževalnih knjižnic v ravenski občini.

## Nagrade, priznanja in odlikovanja
Za svoje delo je prejel številna odlikovanja in priznanja, med njimi tudi Red dela s srebrnim vencem, Red dela z zlatim vencem, Red narodne osvoboditve, Red zaslug za narod s srebrno zvezdo, Red zaslug za narod z zlato zvezdo, Žagarjevo nagrado, prvo Zlato plaketo Prežihovega Voranca, nagrado Občine Ravne na Koroškem, Čopovo diplomo (1978), Trubarjevo plaketo Zveze kulturnih organizacij Slovenije, priznanje ob 10-letnici Prežihove bralne značke, spomenico prostovoljcu za osvoboditev Maribora in obrambo severnih mej Slovenije, spominski znak 1918-1919, Srebrni častni znak Planinske zveze Slovenije, Zlato plaketo Občinske konference ZSMS Ravne na Koroškem in plaketo Kluba koroških študentov v Ljubljani. Bil je tudi častni občan Občine Ravne na Koroškem ter častni član Slavističnega društva Slovenije in KUD Prežihov Voranc Ravne na Koroškem.
Veliko umetnikov ga je likovno in literarno upodobilo v svojih delih. Na Prevaljah vsako leto potekajo Sušnikovi dnevi v spomin na njegovo pisno in kulturno zapuščino Koroški. Od leta 1983 njegovo ime nosi tudi Koroška osrednja knjižnica.

## Pomembna dela
- Prekmurski profili (1929, 1998) (COBISS), (COBISS)
- Jugoslovanska književnost (1930, 1933) (COBISS)
- Rožni venec (1930, 1998) (COBISS), (COBISS)
- Pregled svetovne literature (1936) (COBISS)
- Gimnazija Ravne na Koroškem (1951-1952) (COBISS)
- In kaj so ljudje ko lesovi (1968) (COBISS)
- Študijska knjižnica Ravne na Koroškem (1970, 1974) (COBISS), (COBISS)
- Vorančeva pot (1977) (COBISS)
- Opomnje (1978) (COBISS)
- Poglavja iz svetovne književnosti (1984) (COBISS)
- Koroški zapisi (1994) (COBISS)
- Šenturšeljce (1998) (COBISS)
- Prevaljška legenda (2001) (COBISS)